# غونار مارتنز
غونار مارتنز (بالدنماركية: Gunnar Martens)‏ هو موظف مدني دنماركي، ولد في 1940.